# Jean David (homme politique, 1778-1859)
Pour les articles homonymes, voir Jean David et David.
Jean David, né le 22 novembre 1778 à Bordeaux et mort le 10 septembre 1859 à Galgon-et-Queynac (Gironde), est un homme politique français.

## Biographie
Avocat à Libourne, bâtonnier, juge suppléant au tribunal de cette ville (1818-1841). Il est maire de Libourne de 1832 à 1848, conseiller d'arrondissement de 1831 à 1835 et conseiller général de 1838 à 1859. Il est député de la Gironde de 1852 à 1857, siégeant dans la majorité soutenant le Second Empire.

## Sources
- « Jean David (homme politique, 1778-1859) », dans Adolphe Robert et Gaston Cougny, Dictionnaire des parlementaires français, Edgar Bourloton, 1889-1891 [détail de l’édition]